# Liste antiker Ortsnamen und geographischer Bezeichnungen/Un
| Lateinischer Name | Griechischer Name | Beschreibung                         | Heute | Quellen und Verweise | Lage |
| ----------------- | ----------------- | ------------------------------------ | ----- | -------------------- | ---- |
| Unelli            |                   | keltischer Stamm, = Venelli/Veneller |       | RE; Smith;           |      |
| Unsingis          |                   | falsche Lesung für ad Amisiam        |       | Smith;               |      |